# Гвам на Светском првенству у атлетици на отвореном 2015.
Гвам је учествовао на Светском првенству у атлетици на отвореном 2015.  одржаном у Пекингу од 22. до 30. августа тринаести пут. Репрезентацију Гвама представљала је једна атлетичарка која се такмичила у трци на 100 метара.
На овом првенству Гвам није освојио ниједну медаљу. Није било нових националних и личних рекорда, као ни најбољих ретзултата у сезони.

## Резултати

### Жене
| Атлетичарка   | Дисциплина | Лични рекорд | Квалификације | Квалификације | Полуфинале            | Полуфинале            | Финале                | Финале       | Детаљи                                    |
| Атлетичарка   | Дисциплина | Лични рекорд | Резултат      | Место         | Резултат              | Место                 | Резултат              | Место        | Детаљи                                    |
| ------------- | ---------- | ------------ | ------------- | ------------- | --------------------- | --------------------- | --------------------- | ------------ | ----------------------------------------- |
| Regine Tugade | 100 м      | 12,26 НР     | 12,60         | 8. у гр. 5    | Није се квалификовала | Није се квалификовала | Није се квалификовала | 51 / 52 (54) | Архивирано на веб-сајту (25. август 2015) |